# Permanent death
Permanent death, ook wel permadeath, is een spelterm die wordt gebruikt in zowel computerspellen als bordspellen, waarbij personages die al hun levensenergie of -punten hebben verloren niet meer mee kunnen doen aan het spel.

## Beschrijving
Afhankelijk van de spelsituatie moet de speler opnieuw een personage aanmaken of weer aan het begin starten. Alle behaalde voortgang in het spel is hierbij verloren gegaan. In bepaalde spellen is permanent death een spelmodus voor een hogere moeilijkheidsgraad. De spelterm wordt vaak geassocieerd met computerrollenspellen (RPG's) en bordspellen. Ook in vroege computerspellen is permadeath een gebruikelijke manier om het spel te spelen; nadat het spelpersonage is geraakt door vijanden, en alle levens zijn verloren, is het game over.
Permanent death staat haaks op de manier waarbij spelers het spel nog kunnen voortzetten via een zogeheten continue of een magische spreuk om het personage weer tot leven te wekken na zijn dood. Ook de mogelijkheid om de opgeslagen spelvoortgang (savegame) weer in te laden is bij permadeath afwezig.